# La Intermedia de Timbúes
La Intermedia fue un centro clandestino de detención en la localidad argentina de Timbúes, en la zona de Villa La Ribera, ubicado a escasos metros de la Autopista Rosario-Santa Fe, a la altura del kilómetro 28, cercano al río Carcarañá. Se estima que al menos catorce personas fueron asesinadas entre febrero y marzo de 1978 por su militancia política en dicho predio.

## Breve Reseña

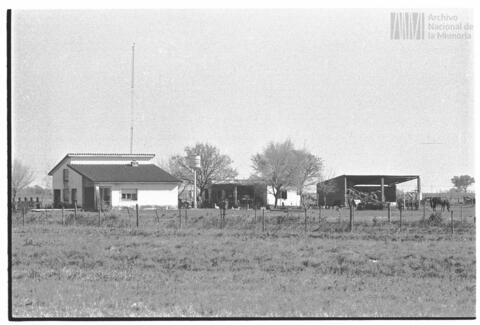
Vista exterior de La Intermedia

Su nombre hace referencia a que desde este lugar, los prisioneros eran trasladados a su trágico destino final.  En el año 2009, el imputado Eduardo Costanzo detalló cómo y dónde se realizó la matanza de catorce militantes políticos durante la última dictadura en dicho sitio. En su declaración afirmó: "Los mataron Rodolfo Isach, Juan Daniel Amelong, Jorge Fariña, y Pascual Guerrieri, que son los cuatro que estaban en la pieza, los hacían llevar uno por uno y los mataban ahí adentro".
Este ex centro clandestino de detención aparece mencionado en el libro “Recuerdos de la Muerte”, de Miguel Bonasso, a partir del traslado de Jaime Dri desde La Quinta de Funes, pasando anteriormente por los centros La Calamita y la Escuela Magnasco, de Rosario. Estos sitios conformaban un circuito represivo en aquel momento junto con el Batallón de Comunicaciones 121.
Pese a los intentos de transformar el lugar en un espacio histórico, en la actualidad el predio permanece bajo propiedad privada de familiares del represor Juan Daniel Amelong.